# Camptosema
Camptosema es un género de plantas con flores  perteneciente a la familia Fabaceae. Es originario de Brasil. Comprende 25 especies descritas y de estas, solo 17 aceptadas.

## Taxonomía
El género fue descrito por Hook. & Arn. y publicado en Botanical Miscellany 3: 200. 1833.

## Especies aceptadas
A continuación se brinda un listado de las especies del género Camptosema aceptadas hasta julio de 2014, ordenadas alfabéticamente. Para cada una se indica el nombre binomial seguido del autor, abreviado según las convenciones y usos.	

## Especies
- Camptosema acuminatum
- Camptosema bellum
- Camptosema coccineum
- Camptosema coriaceum
- Camptosema douradense
- Camptosema ellipticum
- Camptosema goiasana
- Camptosema isopetalum
- Camptosema nobile
- Camptosema paraguariense
- Camptosema pedicellatum
- Camptosema praeandinum
- Camptosema rubicundum
- Camptosema sanctae-barbarae
- Camptosema scarlatinum
- Camptosema spectabile
- Camptosema tomentosum